# هيربي هيفيت
هيربي هيفيت (بالإنجليزية: Herbie Hewett)‏ (و. 1864 – 1921 م) هو لاعب كريكت بريطاني، ولد في Norton Fitzwarren ‏، توفي في هوف، عن عمر يناهز 57 عاماً.

## التعليم
تعلم في مدرسة هرو، وتعلم في كلية الثالوث الأقدس
.

## جوائز
حصل على جوائز منها:
لاعب كريكت ويسدن للسنة ‏